# Oncidium harrisonianum
 Oncidium harrisonianum  es una especie de orquídea del género Oncidium. Es originario de Brasil.

## Descripción
El Oncidium harrisonianum es una orquídea epífita o litófita con pseudobulbos cilíndricos aplastados lateralmente de los que salen apicalmente dos hojas coriáceas estrechas oblongo linguladas, en su centro emerge una vara floral de numerosas flores de tamaño pequeño.
Posee varios tallos florales paniculados. Flores de varias tonalidades de amarillo-anaranjado con grandes manchas amarillas y lábelo de amarillo intenso.

## Distribución y hábitat
Esta especie es oriunda del sur de Brasil en la zona de Minas Gerais. Esta Orquídea se desarrolla en zonas de contraste de calor y frío. Con días calurosos y noches frías donde es frecuente la formación de rocío. 

## Cultivo
Tiene preferencia de mucha claridad o con sombra moderada. Se pueden poner en el exterior como los Cymbidium para forzar la floración. En invierno mantenerle el sustrato seco con pocos riegos. 
Florecen en enero y febrero en su hábitat. En el hemisferio norte en otoño y en invierno.
Etimología
Ver: Oncidium, Etimología
El nombre científico "harrisonianum" en honor de su primer descrubridor, un entusiasta orquideólogo británico en 1830.
Sinónimos:
- Oncidium pallidum Lindl. (1840)
- Oncidium pentaspilum Hoffmanns. ex Lindl. (1855)
- Oncidium ramiferum Klotzsch (1855)
- Oncidium acrobotryum Klotzsch (1855)
- Oncidium pantherinum Hoffmanns. ex Lindl. (1855)
- Oncidium auricula (Vell.) Pabst (1957)